# Grivna (Evul Mediu)

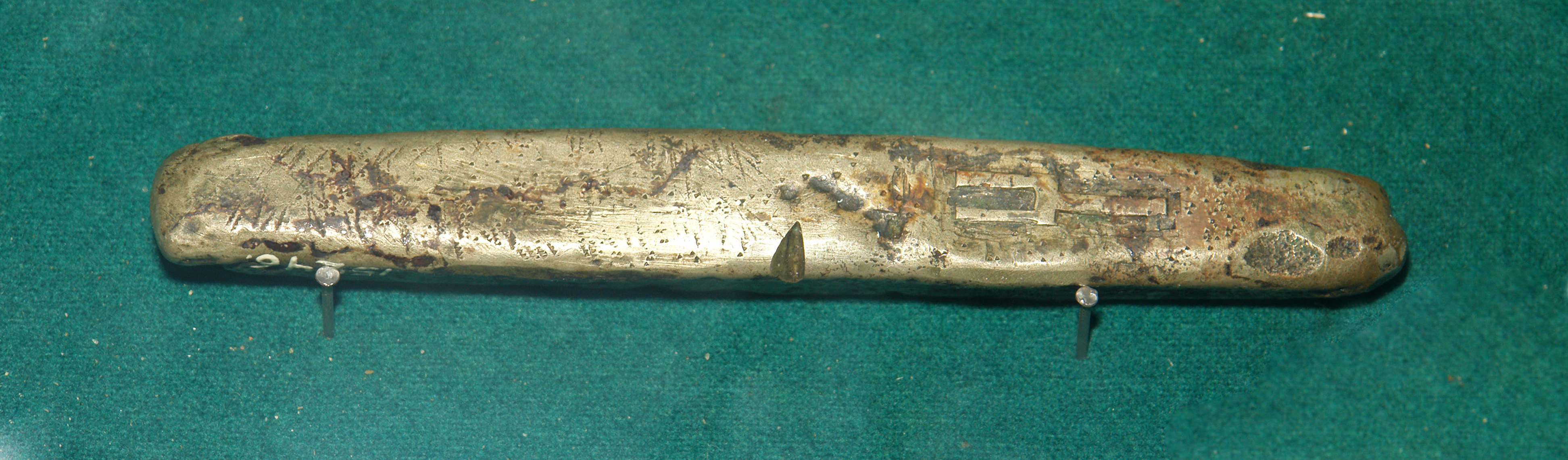
O grivnă rusească veche, de 200 de grame

Grivna era o unitate de măsură pentru greutate, îndeosebi pentru aur și pentru argint, de obicei folosită în Evul Mediu în Europa centrală și de Est, mai cu seamă în Rusia Kieveană, Polonia și în Boemia.

## Etimologie
În proto-slavă, *grivĭna provine din *griva, cu semnificația de „gât, ceafă, coamă”. Cuvântul a fost moștenit de limbile descinse din proto-slavă: slavă orientală veche гривьна [ˈɡrʲivʲna], rusă гривна [ˈɡrʲivnə], ucraineană гривня [ˈɦrɪwnʲɑ], belarusă грыўня [ˈɣrɨwnʲa], bulgară гривна [ˈɡrivnɐ], sârbocroată гривна [ɡrîːʋna], poloneză grzywna [ˈɡʐɨvna], cehă hřivna [ˈɦr̝ɪvna].

## Unitate monetară
Grivna era și o unitate monetară. Existau mai multe grivne diferite, precum grivna de la Novgorod,  grzywna de la Chełmno sau grzywna de la Cracovia. Era aproape echivalentă cu marca din Vestul Europei. O grivnă era egală cu jumătatea unei livre.
1 grzywna (grivnă) de la Cracovia echivala cu 48 de groschen (groși) de la Praga.

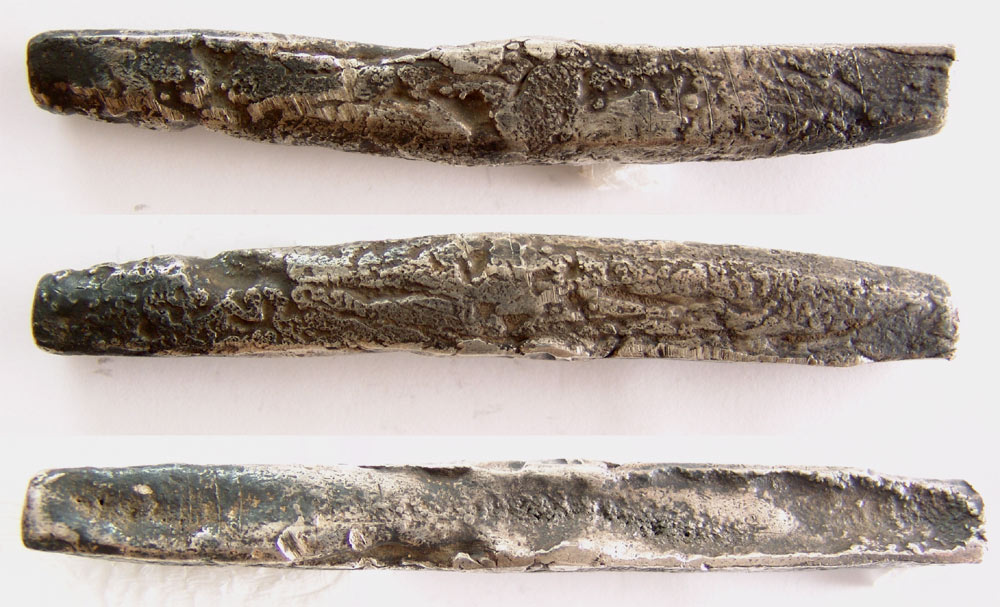
Grivne de la Novgorod descoperite la Koporie

## Folosirea modernă a termenului „grivnă”
Grivnă, în ucraineană гривня, este unitatea monetară a Ucrainei, denumirea sa provine de la vechea grivnă din Rusia Kieveană.